# Franc Vecchiet
Franc Vecchiet (tudi Franco ali Franko Vecchiet),  umetnik, slikar, grafik, 8. november 1941, Trst.

## Življenje in delo
Franc Vecchiet (tudi Franco ali Franko Vecchiet, saj si je spremenil ime v Franc po epidemiji Covida) se je rodil v Trstu, oče je bil Celestin, uradnik, mati Štefanija (rojena Tuljak), gospodinja. Slovenske osnovne in srednje šole je obiskoval v domačem kraju, maturiral je leta 1951 na slovenskem klasičnem liceju v Trstu. Nato je zaključil višjo umetnostno šolo za grafiko v Urbinu, istočasno je obiskoval tečaje za grafiko v Benetkah (Scuola internazionale di grafica, v okviru Académie Goetz pour la Gravure).  Izobraževal se je tudi na Akademiji upodabljajočih umetnosti v Ljubljani in sicer pri profesorjih Marjanu Pogačniku in Bogdanu Borčiću. Od leta 1982 je svobodni umetnik, prej je bil med letoma 1972 in 1980 zaposlen kot tajnik za koncertno dejavnost pri Glasbeni matici v Trstu, nato do leta 1982 je bil urednik izdaj Založništva tržaškega tiska in v osemdesetih letih je v Trstu vodil Galerijo Tržaške knjigarne. Leta 1970 je mlajšimi slovenskimi likovnimi ustvarjalci v Trstu Robertom Kozmanom, Frankom Volkom, Deziderijem Švaro, Borisom Zuljanom in Edijem Žerjalom ustanovil Grupo U. Najprej je ustvarjal s slikarstvom, nato se je posvetil grafiki in predvsem lesorezu za celih 30 let. Sprva se je posvečal skoraj izključno lesorezu, v katerem so prevladovale racionalne geometrične oblike, sredi devetdesetih let pa je začel kot matrice uporabljati površine najrazličnejših elementov. Njegovo umetniško pot je zaznamovalo druženje z Avgustom Černigojem, ki mu je bil umetniški mentor, saj ga je spodbujal pri novostih in ga je poučil o tem poklicu, tako da sta razvila tudi prijateljski odnos, delal pa je tudi z Lojzetom Spacalom.
Franc Vecchiet je prepričan, da je najboljša šola tudi za lastno izpopolnjevanje učenje drugih, zato zelo rad predaja svoje znanje in svojo umetnost ter izkušnje rad deli z drugimi. Tako je na Univerzi v Indiani v Združenih državah Amerike leta 2008 učil grafično tehniko in teorijo, redno je poučeval v Trstu na šoli za grafiko Carlo Sbisà – Scuola Libera dell’ Acquaforte, sodeloval je z mednarodno grafično šolo v Benetkah, učil je na višji umetnostni akademiji v Parizu, leta 2003 je učil na akademiji v Timisoari v sklopu programa Fulbright. Že več desetletij poučuje v Benetkah, kjer je srečal zanimive učitelje in tudi briljantne učence.
Franc Vecchiet ogromno razstavlja, bodisi na osebnih kot skupinskih razstavah. Prejel je tudi mnogo nagrad, med katerimi:
- 1989 - nagrada Prešernovega sklada za grafiko,
- 2009 - nagrada grand prix, Mednarodni grafični bienale, Sarcelles, Pariz,
- 2018 - posebno nagrado Artist of the Word v Skopju,
- 2019 - priznanje Sveta slovenskih organizacij (SSO) in Slovenske kulturno-gospodarske zveze (SKGZ) ob dnevu slovenske kulture,
- 2021 - nagrado na Mednarodnem grafičnem bienalu v Prištini,[15]
- 2023 - nagrada na Mednarodnem grafičnem trienalu v Bitoli (Severna Makedonija)[16]

Leta 2004 je zmagal na natečaju ob vstopu Republike Slovenije v Evropsko unijo, tako da njegov Mozaik nove Evrope krasi skupni goriški-novogoriški Trg Evrope oziroma Transalpino. Leta 2024 so njegov mozaik tudi natisnili na italijanski poštni znamki.